# C9 Entertainment
C9 Entertainment (kor. C9 엔터테인먼트) – południowokoreańska agencja rozrywkowa założona w 2012 roku przez Kim Dae-soona. Firma działa jako wytwórnia płytowa, agencja talentów, firma produkująca muzykę i zarządzająca wydarzeniami.
Firma zarządza takimi artystami jak Younha, Jung Joon-young, Drug Restaurant, Good Day oraz Epex, a także wieloma aktorami, m.in. Eugene, Jung Gyu-woon, Choi Byung-mo, Lee Se-eun.
26 stycznia 2016 roku firma ogłosiła połączenie z agencją aktorską GG Entertainment, do której należały m.in. Eugene i Lee Se-eun.

## Artyści
Źródło: 

### Muzycy

#### Soliści
- Younha (od 2012)
- Lee Seok-hoon (od 2019)
- Bae Jin-young
- Doko (od 2019)

### Grupy
- CIX
- Poetic Narrator
- Epex

### Aktorzy
- Choi Byung-mo
- Kang Nam-gyu

### J9 Entertainment
Grupy
- Cignature

## Byli artyści
- Jung Joon-young
- Olltii
- Drug Restaurant
- PIA
- Eugene (2016-2018)
- Han Eun-seo (2016-2018)
- Lee Se-eun
- Kim Chae-yoon
- Son Na-rae
- Yi So-jung
- Good Day (2017–2019)
- Jacoby Planet
- Cheetah (2014–2020)
- Jung Gyu-woon (2017–2020)
- Cignature
  - Ye Ah (2020–2021)
  - Sunn (2020–2021)
- Juniel (2016–2021)